# 東京電視控股
東京電視控股（日语：／ Terebi Tōkyō Hōrudingusu ?）是日本一家廣播控股公司，成立于2010年10月1日。

## 概况
东京电视公司成立之初深受日本经济新闻社的影响，相关的6家公司均相互持有股份，因此并没有成立专门控股公司的必要。但是在2010年3月26日，东京电视、东京电视宽频（现名“東京電視台資訊”）和日本卫星广播（现名“东视卫星广播”）联合宣布将以控股公司的形式整合其业务。随后，股东大会批准了这一方案。同年9月3日，原本在东京证券交易所上市的东京电视子公司化成功，并成为未来在东证1部上市的控股公司的一部分。9日，日本总务省认定东京电视控股股份有限公司为日本第三家广播控股公司。
需要注意的是，以东京电视台为核心的东京电视网旗下的其他加盟电视台目前尚未完成子公司化。这是由于需要和这些电视台所在地的当地股东协商，例如除大阪电视台之外，东京电视网的其他电视台都和当地报社有紧密关系。此外，东京电视控股股份有限公司与日本其他控股广播公司的成立方式有所不同，例如：中部日本放送、RKB每日控股、MBS媒体控股、朝日广播集团控股公司、RSK控股等都是以公司分拆的方式将运营公司改组成控股公司。截至2019年4月，东京电视控股公司是日本唯一一家經由股票转让而完成的控股广播公司。因此，东京电视控股公司并不是旧的东京电视公司後身，也没有继承东京电视公司的特定地面基干广播事业者或日本民间广播联盟的会员。也基于这个原因，东京电视公司依旧保持自己原来的地位，也同时保留着日本民间广播联盟的会员资格。

## 旗下机构

### 子公司
- 东京电视公司
- 东视卫星广播公司
- 東京電視台資訊
- 东京电视商业（テレビ東京コマーシャル）
- 东京电视艺术（日语：テレビ東京アート）
- 东京电视系统（テレビ東京システム）
- 东京电视制作（日语：テレビ東京制作）
- 东京电视人力（テレビ東京ヒューマン）
- T-MAX（日语：テクノマックス）
- 东京电视商务服务（テレビ東京ビジネスサービス）

### 孙公司
- 东视音乐（日语：テレビ東京ミュージック）
- 东视媒体网
- 东视直播卫星（テレビ東京ダイレクト）
- AT-X
- 东视美洲公司（TV TOKYO America, Inc.）

### 关联公司
以下为适用权益法的关联公司。
- 日经映像
- Interac电视（日语：インタラクティーヴィ）
- 日经CNBC

## 股东构成
| 东京电视控股股份有限公司十大股东           | 东京电视控股股份有限公司十大股东 | 东京电视控股股份有限公司十大股东 |
| 股东姓名                                   | 持股数                           | 持股比例                         |
| ------------------------------------------ | -------------------------------- | -------------------------------- |
| 日本经济新闻社股份有限公司                 | 9,052,710股                      | 31.46%                           |
| 吉田嘉明                                   | 1,400,000股                      | 4.86%                            |
| 瑞穗银行                                   | 1,006,300股                      | 3.50%                            |
| 三井物产股份有限公司                       | 1,002,050股                      | 3.48%                            |
| 日本Master Trust信託銀行（信托账户）       | 859,500股                        | 2.99%                            |
| 日本生命相互保险公司                       | 680,150股                        | 2.36%                            |
| 东京计划股份有限公司                       | 660,000股                        | 2.29%                            |
| 三菱UFJ银行                                | 595,500股                        | 2.07%                            |
| SMBC信托银行（三井住友银行退职金信托账户） | 590,500股                        | 2.05%                            |
| 日本受托服务信托银行（信托账户9）          | 561,500股                        | 1.95%                            |

### 脚注
1. ↑  第一家为富士媒体控股，第二家为东京放送控股。

### 出典
1. 1 2  . .   [2020-10-01]. （原始内容存档于2020-10-01） （日语）.
2. 1 2 3 4 5 6   (PDF). .   [2024-07-07]. （原始内容存档 (PDF)于2024-07-07） （日语）.
3. ↑  . ITmedia.   [2019-09-02]. （原始内容存档于2020-10-01）.
4. ↑   (PDF). 东京电视控股股份有限公司.   [2019-09-01]. （原始内容存档 (PDF)于2020-10-01）.